# Chéreau (entreprise)

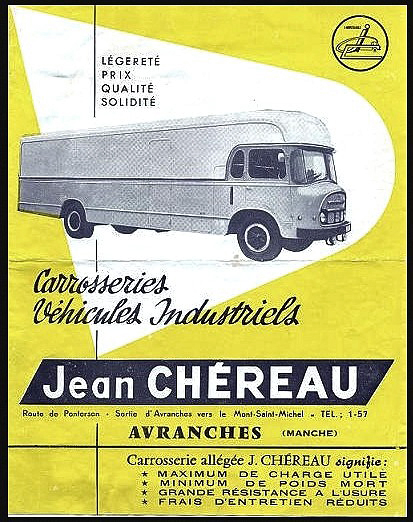
Publicité pour les carrosseries de véhicules industriels de la société Jean Chéreau.

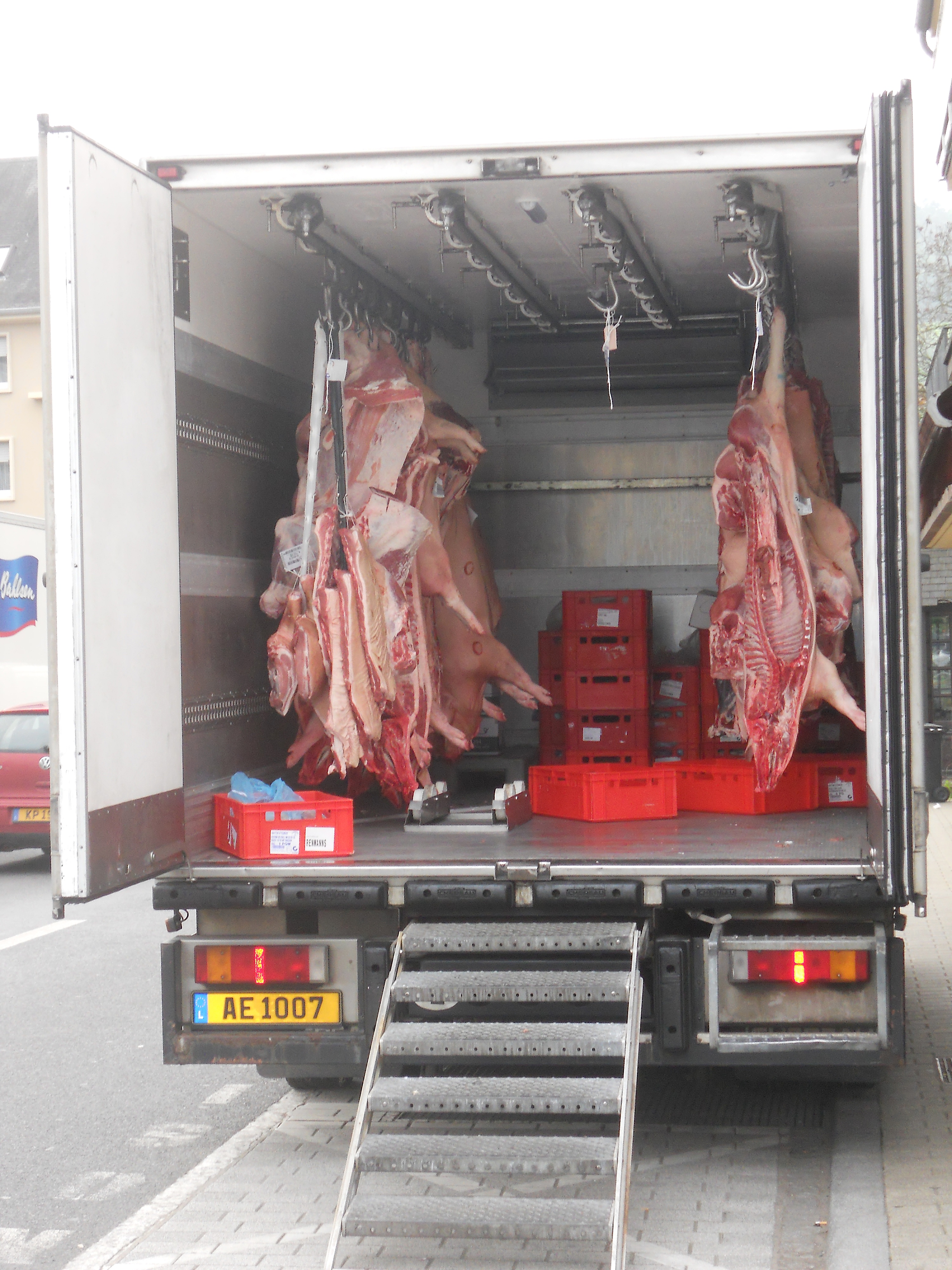
Un cochon pendu raide et pourfendu, avec ses défunts congénères, à l’intérieur d'un camion frigorifique, une caisse isotherme portée construite par Chéreau.

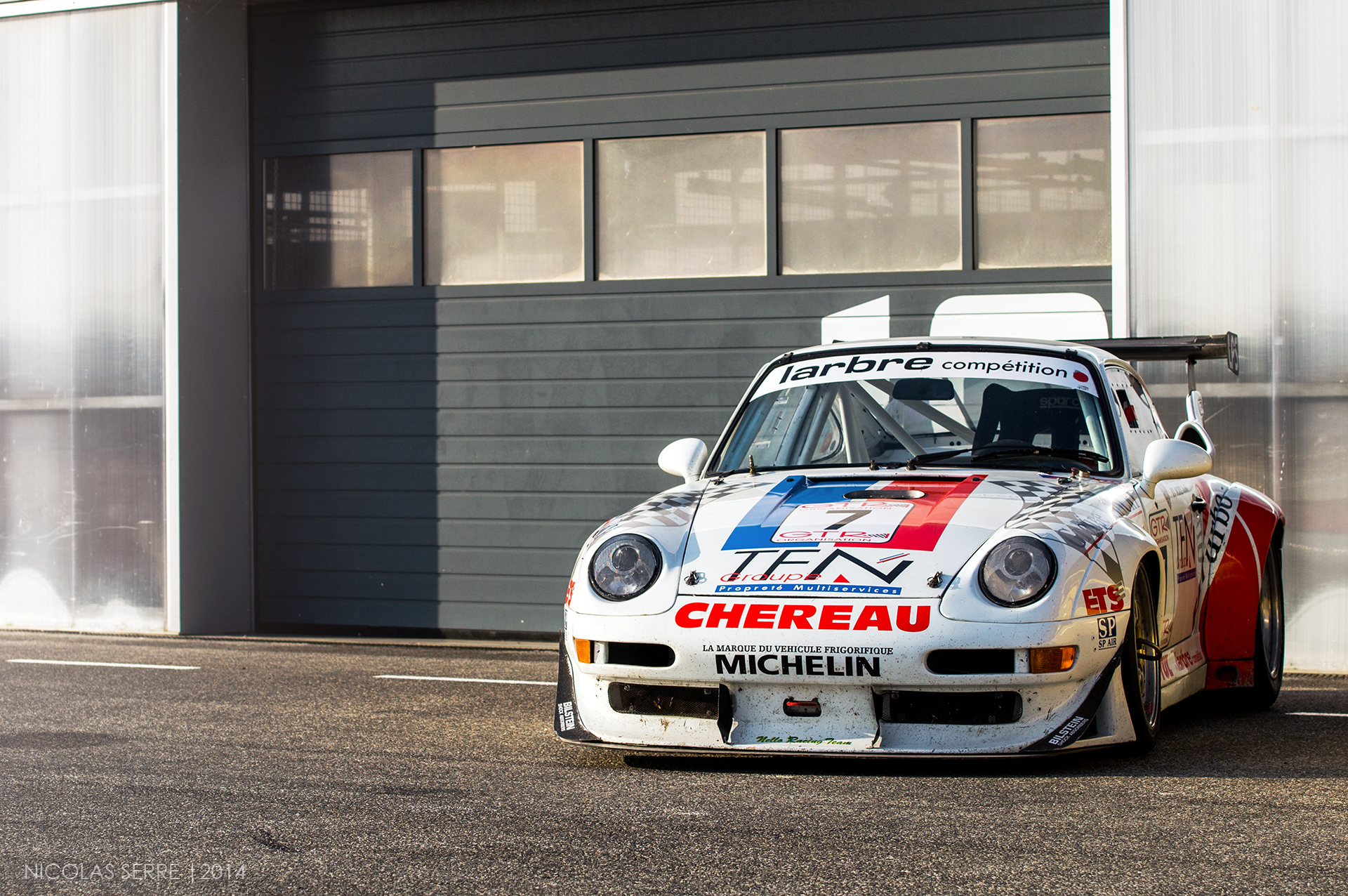
Les Éts Chéreau, sponsor de l'écurie Larbre Compétition de Jack Leconte, avec notamment Jean-Luc Chéreau comme pilote.

Les établissements Chéreau sont une entreprise française établie à Avranches, au Val-Saint-Père et à Ducey-Les Chéris dans la Manche en Normandie. Ils sont spécialisés dans la fabrication de camions frigorifiques.

## Histoire

### Fondation de l'entreprise
Les frères André et Jean Chéreau sont issus d'une famille de carrossiers établie à Rouen. Ensemble, ils créent la carrosserie Chéreau Frères à Avranches. Ils construisent des véhicules publicitaires sur mesure, des véhicules pour forains ainsi que des véhicules d'habitation et remorques pour les grands cirques (Bouglione, Amar, Pinder). La société des frères Chéreau fabrique également des manèges.
En 1945, André Chéreau s'installe à Angers, accompagné de son épouse Madeleine. Il privilégie alors la construction de matériels et manèges forains. Il laisse ainsi son frère Jean à Avranches. Celui-ci crée avec sa femme Simone les établissements Jean Chéreau en 1950. Cette nouvelle société fabrique des fourgons et des caisses pour camions tout en continuant de créer des véhicules publicitaires extravagants. 
La première usine au Val-Saint-Père, près d'Avranches, a une surface de 650 m2. En 1954, Chéreau reçoit le Grand Prix d'honneur du concours de la publicité qui roule et la Coupe de l'Union routière de France pour un camion à semi-remorque réalisé en 1953 pour les Vins du Postillon. Cet ensemble est composé du camion tracteur Berliet TLB 19 surmonté de deux chevaux en tôle, et d'une base de remorque Fruehauf transformée en salle de bistrot aux allures de Malle-poste hippomobile. En 1972, cet ensemble est racheté par le cirque Pinder pour être transformé en un bar-crêperie. Il subit alors quelques modifications, notamment l'emplacement des phares qui n'étaient pas conformes pour une circulation itinérante en convoi. 
En 1955, l'entreprise reçoit le trophée de la Fédération française de la publicité pour ses camions qui ne passent pas inaperçus.

### Les débuts du transport frigorifique
En 1952, le ministère de l'Agriculture adopte une nouvelle réglementation sur le transport des denrées alimentaires. Jean Chéreau y voit un potentiel de développement pour son entreprise. En 1953, les premiers camions carrossés isothermes Chéreau sortent des usines d'Avranches. En 1955, Chéreau se lance dans la carrosserie frigorifique, qui deviendra sa spécialité.
À la fin des années 1960, Chéreau produit son premier châssis de semi-remorque. En 1976, l'entreprise change de statut est devient une société anonyme pour devenir les Établissements Jean Chéreau SA. Chéreau commence alors à exporter sa production et ouvre en 1981 une nouvelle usine à Ducey. Ce site s'agrandit à plusieurs reprises au cours des années 1990. En 2000, Chéreau dispose ainsi de 60 000 m2 de bâtiments industriels.
En 2002, Chéreau sort 3 600 véhicules de ses ateliers d'Avranches et de Ducey, pour un chiffre d'affaires de 150 millions d'euros mais en 2003, l'entreprise commencent à connaître des difficultés. Elle est mise en redressement judiciaire le 21 février 2003. En octobre, Jean-Luc Chéreau vend la société familiale à la holding allemande Trailer Holding GmbH, par le biais de la société Kögel. Alain Guermeur est alors nommé président.
En 2008, la société produit en moyenne 16,9 camions par jour et emploie jusqu'à 800 personnes au plus fort de l'activité. Malheureusement, l'entreprise subit les conséquences de la crise économique de 2008. En avril 2009, à la suite d'une baisse des commandes, le personnel est mis en chômage partiel, une semaine sur quatre[réf. à confirmer]. En décembre de la même année, les actionnaires vendent l'entreprise, qui emploie encore 610 personnes, à ses principaux cadres dirigeants, Alain Guermeur, qui reste président, Philippe Legendre, Patrick Guiffant et Pierre-Yves Le Bot, par le biais de la holding Chéreau Holding SAS, créée en novembre. Le plan social initial prévoit 210 licenciements, puis est ramené à 114. Finalement, 85 salariés quittent la société, dont 77 selon une convention de reclassement. À l'automne 2011, Chéreau emploie 550 personnes et ambitionne de produire 16 véhicules par jour. Par ailleurs, Chéreau dispose de filiales au Royaume-Uni, en Allemagne, en Italie, en Espagne.
En 2016, l'entreprise est rachetée par le fonds d'investissement espagnol Miura Private Equity, basé à Barcelone, qui possède déjà le carrossier frigorifique Sor Iberica (300 salariés et 50 M€ de chiffre d'affaires). Ensemble, les deux carrossiers forment The Reefer Group, dont le PDG est Damien Destremeau, directeur général de Chéreau.
En juillet 2019, l'entreprise termine son prototype de semi-remorque frigorifique à hydrogène. Le projet nommé Road (Refrigerated Optimized Advanced Design), entamé en 2016, est une première mondiale. L'innovation consiste au fait que l'hydrogène est transformé, via une pile à combustible, en énergie électrique qui sert à alimenter le groupe froid. Jusqu'alors, c'est du gasoil non-routier qui est utilisé. Avec le projet Road, le seul rejet c'est de l'eau. L'autre nouveauté est que c'est du CO2 qui est utilisé pour réfrigérer la semi-remorque Road. Celle-ci est testée de juin à octobre 2019 par les transports Malherbe de Caen. Le projet global revient à environ 5,5 millions d'euros dont 36 % sont financés par l'État et 775 000 € par la région Normandie. En juin 2019, La semi-remorque Road à hydrogène a reçu le prix Green Truck Solution à Munich en Allemagne, qui récompense les véhicules industriels les plus respectueux pour l'environnement.
À l'issue de la présentation en première mondiale de sa semi-remorque frigorifique Road à hydrogène au Salon Solutrans en novembre 2019, Chéreau signe un partenariat de trois ans en tant que sponsor officiel d’Energy Observer, le premier bateau hydrogène à naviguer autour du monde. Chéreau et Energy Observer sont membres de l’AFHYPAC, l'Association française pour l’hydrogène et les piles à combustible, et participent à différents projets de mise en place de la filière. En plus de produire des nouveaux véhicules à hydrogène, Chéreau apporte également son soutien à des projets d’implantation de stations à hydrogène sur le territoire français.
Chéreau met en place une structure de production de véhicules à hydrogène via un partenariat technique et des essais en exploitation avec le Groupe Delanchy qui est par ailleurs le partenaire principal d’Energy Observer. La semi-remorque frigorifique Chéreau Hydrogen Power H2 fabrique son froid sans émissions de CO2 ou de particules. La seule émission est de la vapeur d’eau. Son fonctionnement est silencieux avec un mode d’exploitation qui ne change pas les habitudes des clients car la recharge en hydrogène ne prend que dix minutes. En parallèle, Chéreau travaille la frugalité énergétique de ses véhicules avec l’isolation sous-vide VIP qui permet une diminution de 25 % du temps de fonctionnement des groupes frigorifiques. La réduction du poids est aussi un axe de progrès sur lequel avance le constructeur normand. 
En 2020, l'entreprise est rachetée par des fonds d'investissement français, emmenés par Amundi.
En septembre 2021, l'entreprise présente un nouveau prototype de remorque frigorifique tout électrique. En plus de recharges sur une prise électrique en 380 volts, plusieurs batteries sont alimentées par des panneaux solaires sur le toit, et l'essieu récupère l'énergie en roulant, tel un alternateur ou une dynamo.

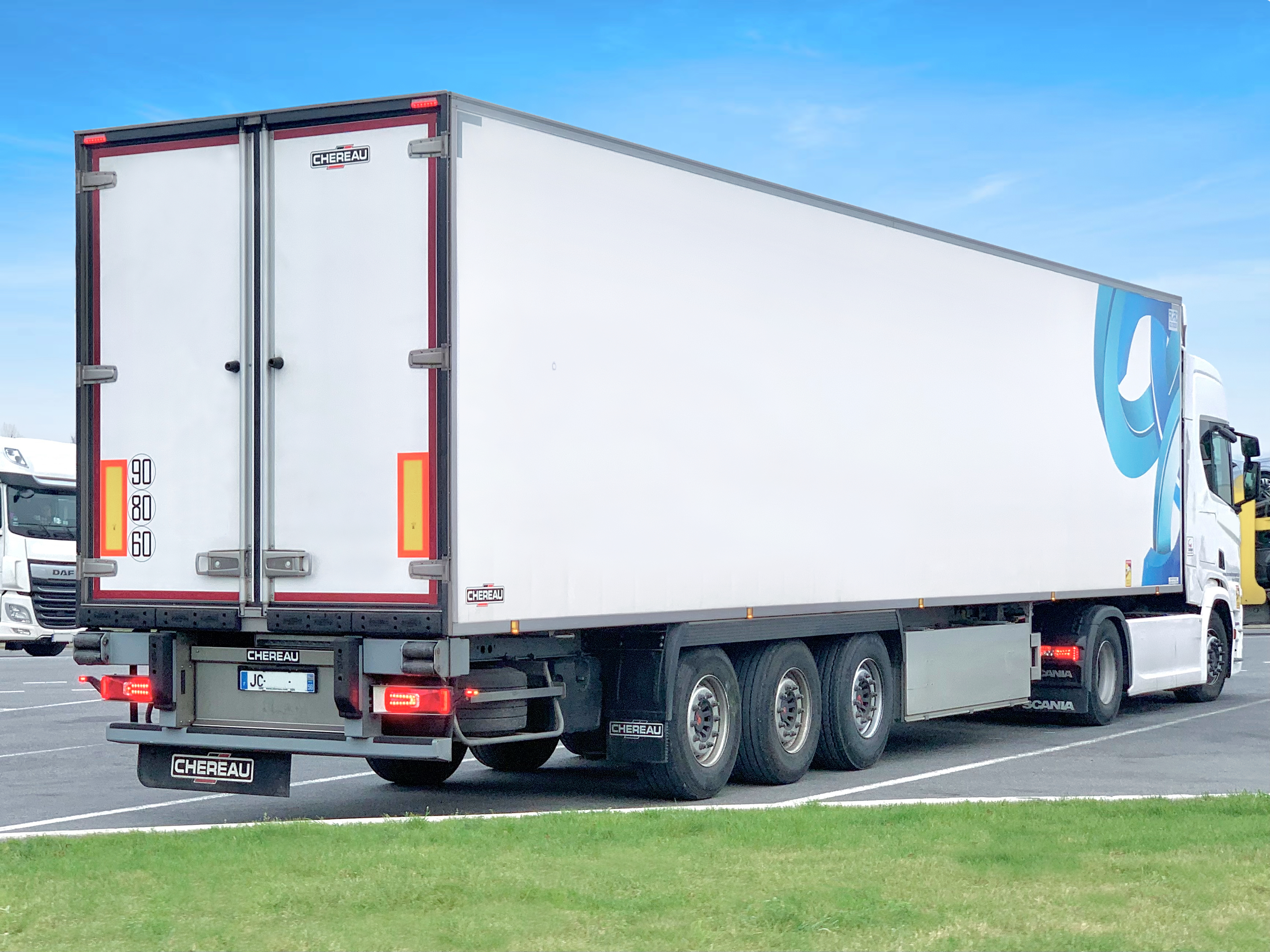
Une semi-remorque Chéreau attelée à un camion tracteur Scania
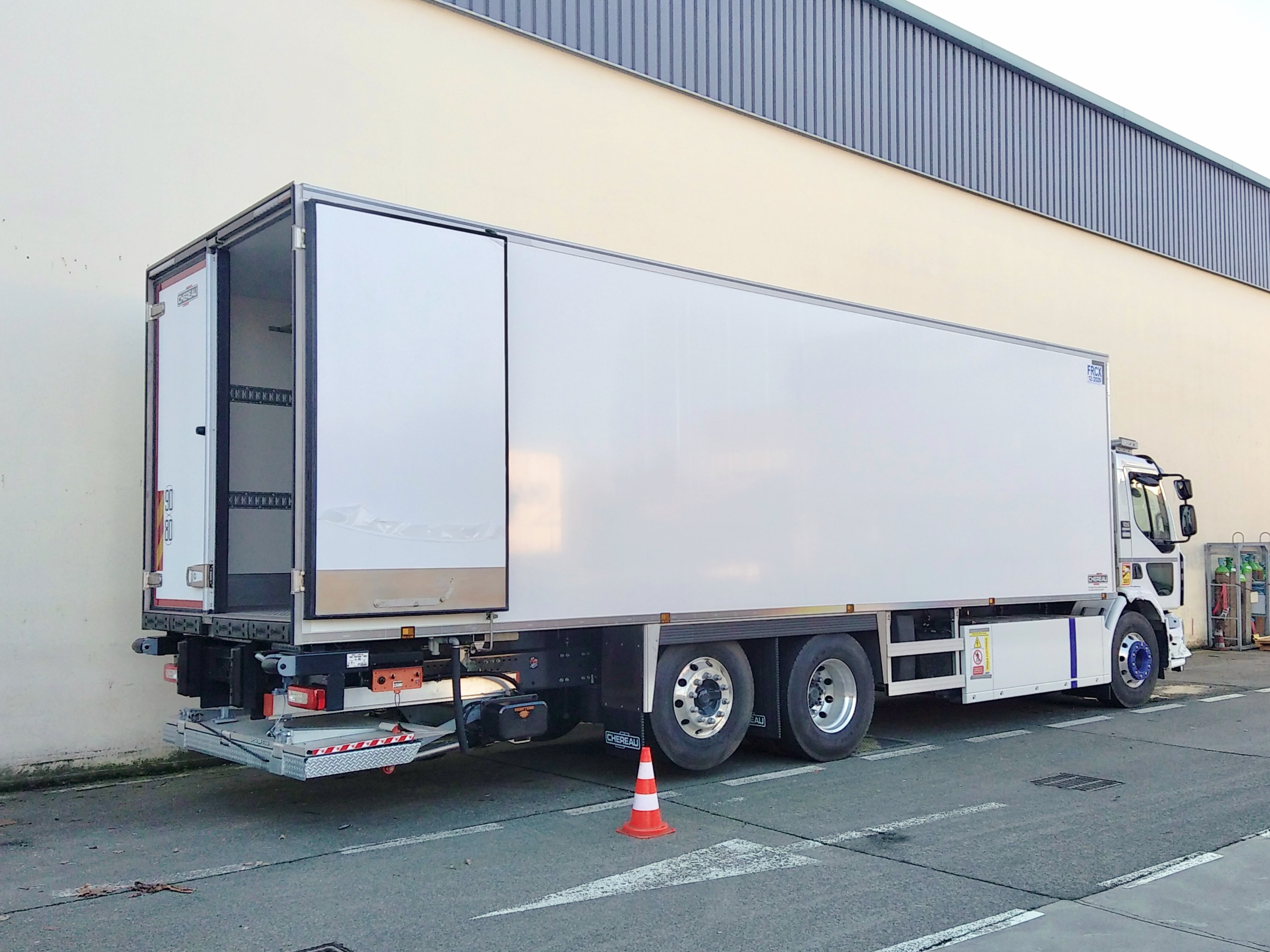
Un camion porteur avec une caisse Chéreau rigide. Le chassis et la cabine sont ceux du Renault Trucks E-Tech D Wide 100% électrique assemblés à Blainville-sur-Orne.
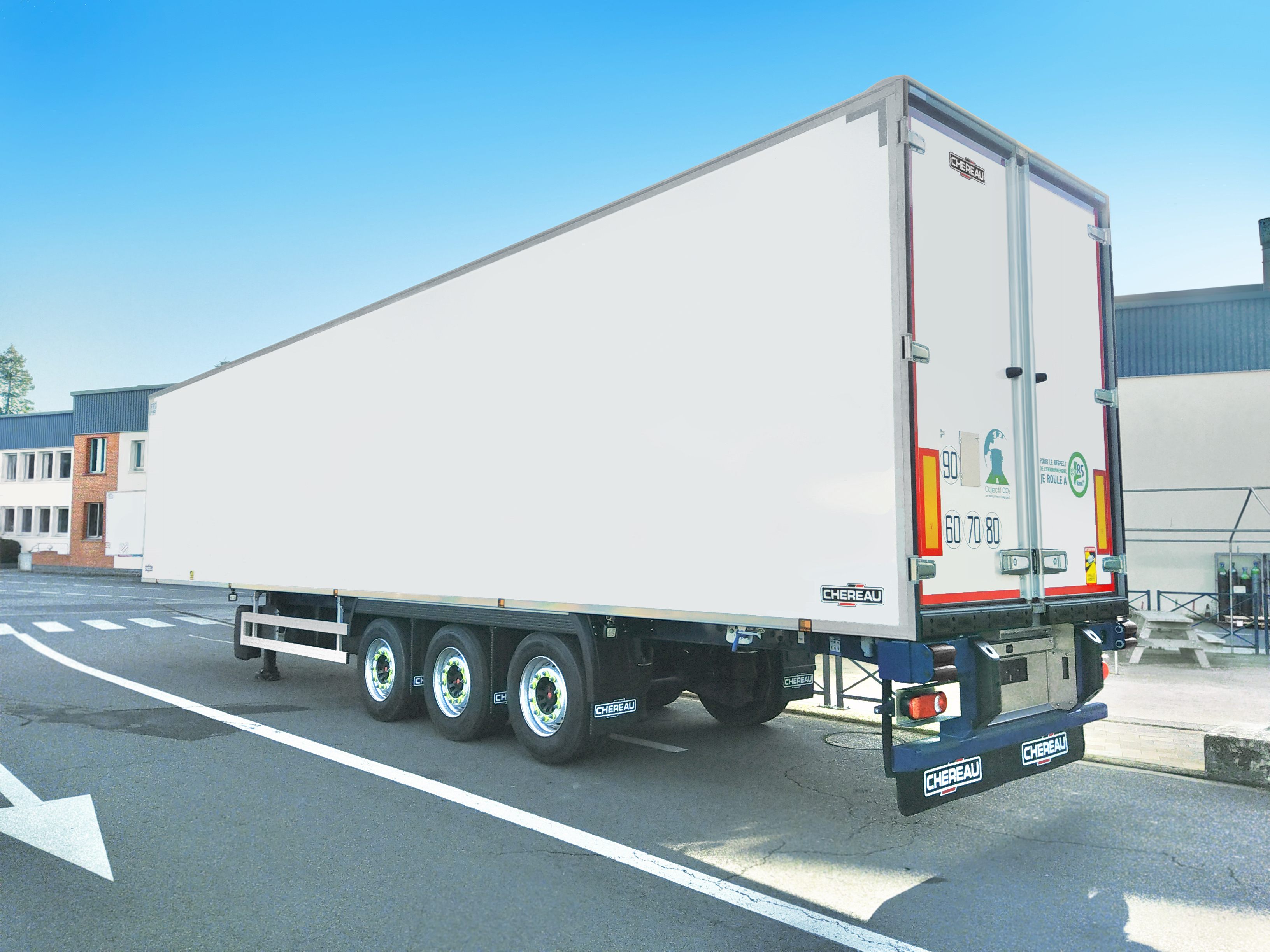
Une semi-remorque R3614-02 Chereau Inogam de type fourgon frigorifique …
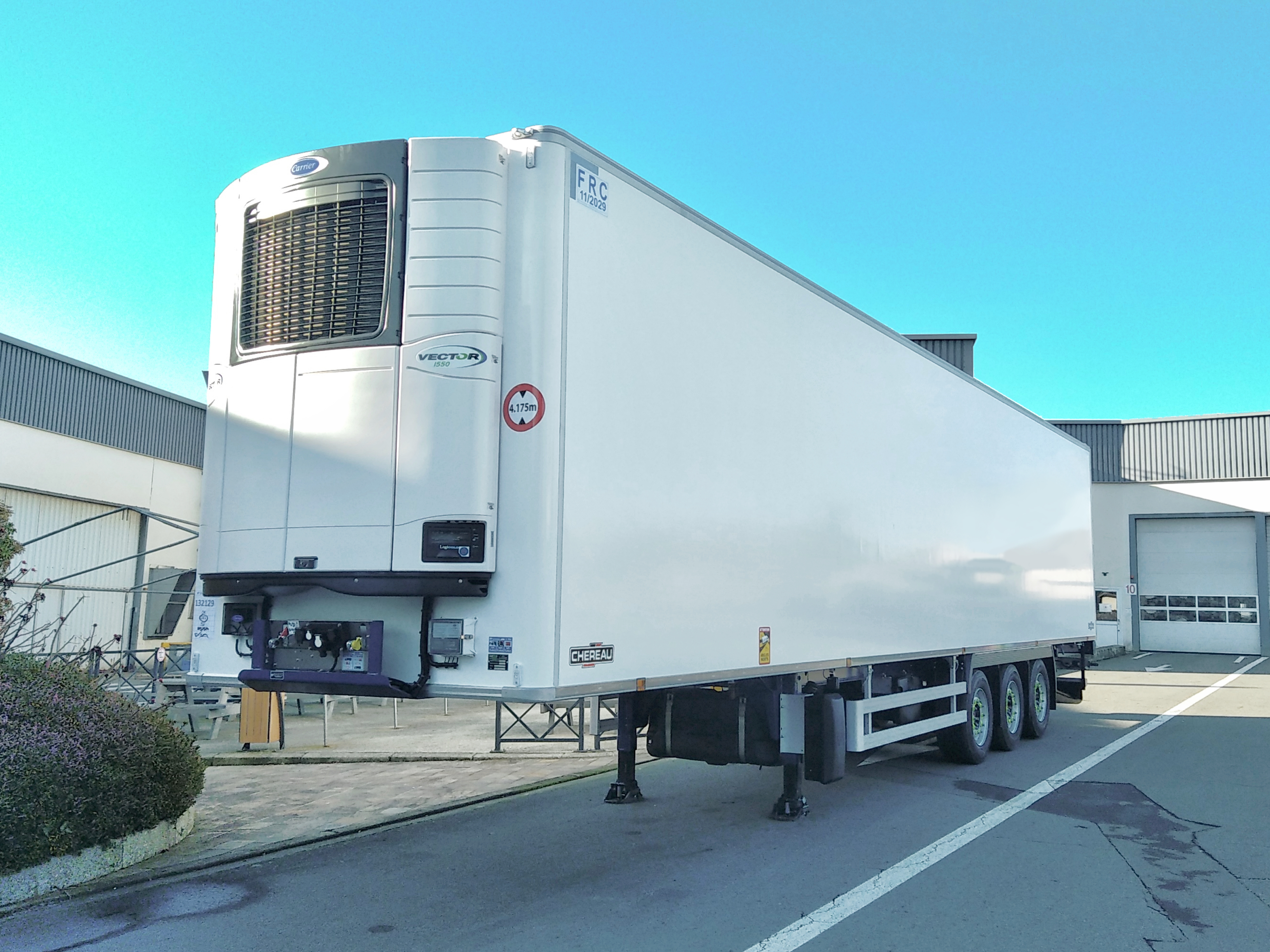
… avec une caisse isotherme à température dirigée, équipée d’un groupe Carrier Vector 1550.

## Chiffre d'affaires
Son chiffre d'affaires est de 212,3 millions d'euros en 2019 (222,7 M€ en 2018, 197,1 M€ en 2017, 200 M€ en 2016, 172 M€ en 2015, 157,3 M€ en 2014, 145,6 M€ en 2013, 154,1 M€ en 2012, 126,4 M€ en 2011, 98,4 M€ en 2010).
En 2020, Chéreau a produit plus de 3 400 véhicules, dont 43 % pour l'exportation. L'entreprise avranchinaise occupe 51,06 % de parts de marché en France et 15,2 % en Europe. Elle a investi 5 M€ dans l’outil de production, ainsi que 2,6 M€ de R&D fondamentale et de sur-mesure pour ses clients.
78 % de sa production est représentée par les semi-remorques, 19 % par les camions autoporteurs et 3 % par les remorques et les caisses rail-route.

## Effectif
| 1952 | 1962 | 1966 | 1971 | 1977 | 1983 | 1990 | 1996 | 1998 | 2008 | 2009 | 2010 | 2011 | 2012 | 2013 | 2014 | 2015 | 2017 |
| ---- | ---- | ---- | ---- | ---- | ---- | ---- | ---- | ---- | ---- | ---- | ---- | ---- | ---- | ---- | ---- | ---- | ---- |
| 12   | 60   | 175  | 190  | 251  | 300  | 415  | 532  | 622  | 669  | 610  | 525  | 550  | 682  | 701  | 731  | 823  | 931  |

## Récompenses
Lors de trois éditions du Salon Solutrans, qui a lieu tous les deux ans à Lyon-Eurexpo, Chéreau a reçu des récompenses pour ses innovations. Le Salon Solutrans est le grand rendez-vous français des professionnels du transport. Il est la propriété de la Fédération Française de Carrosserie et est accrédité par l'Organisation Internationale des Constructeurs Automobiles. Solutrans fait ainsi partie du cercle très fermé des manifestations reconnues dans plus de 35 pays dans le monde. 
 Médaille d'or du prix de l'innovation 2013 
Pour la première participation de l'entreprise avec son système breveté MultiDeck-C 2.0 basé sur un réseau de rail et un distributeur de poutres permettant d’allier multi-étages, multi-températures et multi-formats. La semi-remorque devient ainsi exploitable 100 % du temps et assure une flexibilité maximale de la logistique. Grâce au stockage des poutres au pavillon, dans le distributeur, la translation de la cloison est libre et ne nécessite aucun démontage,.
 Médaille d'or du prix de l'innovation 2015 
 Médaille d'argent du prix de l'innovation 2017 
Pour la semi-remorque frigorifique Chéreau Next qui offre un grand nombre de fonctions inédites dont la connexion avec le tracteur et les remontées d'informations au tableau de bord.